# هنري إف. شرودر
هنري إف. شرودر (بالإنجليزية: Henry F. Schroeder)‏ هو عسكري أمريكي، ولد في 7 ديسمبر 1874 في شيكاغو في الولايات المتحدة، وتوفي في 26 يناير 1959.